# Thripophaga berlepschi
Thripophaga berlepschi là một loài chim trong họ Furnariidae.